# Sichtflug

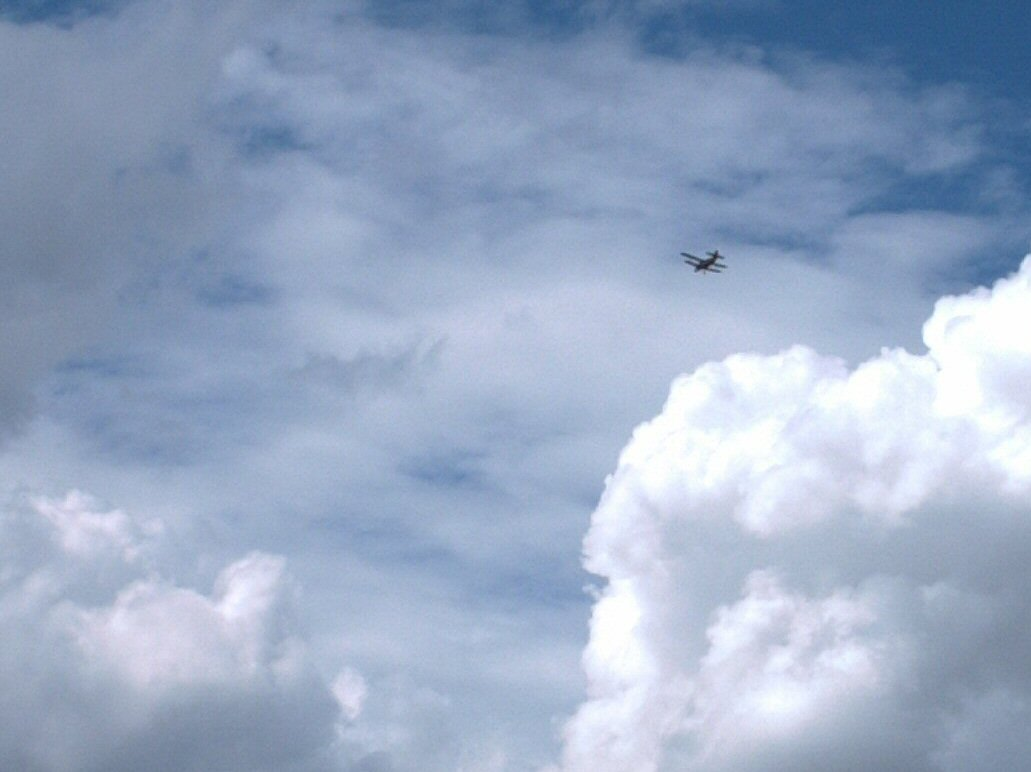
Im Sichtflug dürfen Wolken nicht berührt oder gar durchflogen werden. In den meisten Lufträumen gelten Mindestabstände zu Wolken.

Als Sichtflug bezeichnet man einen Flug, der vom Piloten nach Sicht und den hierfür gültigen Sichtflugregeln (englisch visual flight rules, VFR), durchgeführt wird. Gegensatz dazu ist der Instrumentenflug mit den hierfür gültigen Instrumentenflugregeln (engl. instrument flight rules, IFR).
Sichtflug wird vor allem in der Allgemeinen Luftfahrt in geringeren Höhen, in Kleinflugzeugen und mit Luftsportgeräten angewendet, aber auch bei militärischen Tiefflügen. Gewerbsmäßige Flüge mit größeren Verkehrsflugzeugen werden in der Regel als Instrumentenflug durchgeführt.

## Durchführung
Im Sichtflug kontrolliert der Pilot die Lage seines Flugzeugs im Raum visuell und beurteilt ebenso seine Lage relativ zu anderen Luftfahrzeugen. Für die Fluglage im Raum benutzt er Anhaltspunkte außerhalb des Flugzeugs, in der Regel durch den Blick auf den Horizont. Grundvoraussetzung zum Sichtflug ist folglich, dass das Wetter bestimmte Mindestsichtweiten zulässt und der Pilot keine Wolken durchfliegt, so dass die erforderlichen Anhaltspunkte außerhalb des Flugzeugs zu erkennen sind. Weiterhin muss er zur Kollisionsvermeidung gewisse horizontale und vertikale Mindestabstände zu Wolken einhalten. Wo diese Voraussetzungen (Visual Meteorological Conditions, VMC) nicht eingehalten werden können, darf kein Sichtflug stattfinden. Die Grundsätze des Ablaufs von Sichtflügen sind in den so genannten Sichtflugregeln (Visual Flight Rules, VFR) festgelegt. Typischerweise findet der Flug nach Sichtflugregeln statt, ohne dass ein Fluglotse eine Staffelung von anderem Flugverkehr vornimmt – es gilt das Prinzip See and Avoid („Sehen und Ausweichen“). Entsprechend legen die Sichtflugregeln auch Ausweichvorschriften fest, ähnlich den Vorfahrtsregeln im Straßenverkehr. In bestimmten Lufträumen wird jedoch auch VFR-Verkehr durch die Flugsicherung kontrolliert (kontrollierter Sichtflug, CVFR) und von IFR-Flügen gestaffelt. Sichtflug ist unter bestimmten Voraussetzungen auch oberhalb geschlossener Wolkendecken („on top“) oder bei Nacht (NVFR) zulässig, eine Kontrollzone kann bei ungünstigen Sichtbedingungen mit entsprechender Freigabe auch nach Sonder-Sichtflugregeln (SVFR) durchflogen werden. Entscheidend ist in jedem Fall, dass der Horizont erkennbar ist und die Sichtflugregeln (Hinderniserkennung, Wolkenabstände) je nach durchflogenem Luftraum eingehalten werden können.
Im Luftrecht ist der Sichtflug durch die Anwendung der Sichtflugregeln definiert. Diese schreiben bestimmte Mindestbedingungen vor, die für Sichtflug erfüllt sein müssen.
Die Sichtflugregeln sind seit 2014 europaweit einheitlich in den Standardised European Rules of the Air (SERA) festgeschrieben.

## Sicherheit
Unter Sichtflugbedingungen (VMC) gilt für alle beteiligten Luftfahrzeuge – unabhängig davon, ob sie selbst nach VFR oder IFR fliegen – das Grundprinzip „Sehen und gesehen werden“. Folglich ist die Beobachtung des Luftraums vor sich eine der wichtigsten Aufgaben jedes Piloten. Zwar staffeln Fluglotsen den IFR-Verkehr untereinander, jedoch in den meisten Lufträumen nicht IFR- von VFR-Verkehr, zumal der Flugweg des VFR-Verkehrs dem Lotsen in aller Regel nicht bekannt und auch nicht meldepflichtig ist.
Weitere Sicherheitsmaßnahmen für alle Flugzeuge sind definierte Ausweichregeln und die sogenannten Halbkreisflughöhen. Diese festgelegten Flughöhen (Flugflächen) gelten in Deutschland oberhalb 1500 m (5000 ft) MSL und sind so eingerichtet, dass einander im Reiseflug entgegenkommende Luftfahrzeuge im Idealfall einen Höhenabstand von mindestens 150 m (500 ft) zueinander haben.
Bei Dunkelheit und Nacht sind VFR-Flüge in Deutschland (außer von Einsatzkräften) nur von/nach eigens dafür zugelassenen Flugplätzen gestattet. Für die Durchführung von Nachtflügen nach Sichtflugregeln wird eine Nachtflugqualifikation benötigt.